# جیمی موری
جیمی موری (به انگلیسی: Jaime Murray) (زاده ۲۱ ژوئیه ۱۹۷۶) بازیگر انگلیسی است، که بیشتر برای ایفای نقش استیسی مونرو در سریال شیادها از تلویزیون بی‌بی‌سی (۲۰۱۲-۲۰۰۴) و لایلا وست در فصل دوم سریال دکستر از شبکه شوتایم (۲۰۰۷) و نیسا رعتکو در گاتهام شناخته می‌شود.